# Алфред Дьоблин
Алфред Дьоблин (на немски: Alfred Döblin) е германски психиатър, белетрист и есеист.

## Биография
Бруно Алфред Дьоблин е роден в Щетин, Германия, сега Шчечин, Полша в еврейско семейство.
След като завършва гимназия, Дьоблин следва медицина в Берлин и се дипломира през 1905 г. Дълго работи като практикуващ медик. Алфред Дьоблин утвърждава литературния си път като експресионист от кръга на берлинското списание „Дер Щурм“, в което публикува и младият Гео Милев.
През Първата световна война е пратен на Западния фронт като лазаретен лекар. По време на Ваймарската република Дьоблин става социалист, общува с младия Бертолт Брехт. Става съосновател на „Група 1925“ – обединение на леви писатели, художници и журналисти. През 1929 г. излиза най-известният му роман „Берлин – Александерплац“.
Като евреин Алфред Дьоблин трябва да бяга от Германия през 1933 г., когато на власт идва Хитлер. Емигрира със семейството си в Швейцария, а после във Франция. През 1936 г. получава френско гражданство, а през 1940 г. заминава за Лос Анджелис и започва работа за Холивуд. През 1941 г. приема католицизма.
Дьоблин се завръща в Германия веднага след края на Втората световна война. Публикува във вестници, пише за радиото. В кръга на близките му писатели е младият Гюнтер Грас. През 1953 г. Алфред Дьоблин напуска Германия завинаги, разочарован от политическия живот в страната. В емиграция създава последния си роман „Хамлет или Краят на дългата нощ“, публикуван една година преди смъртта му.
В памет на писателя нобеловият лауреат за литература Гюнтер Грас учредява през 1979 г. литературната награда „Алфред Дьоблин“.

## Творчество
Романи
- Die drei Sprünge des Wang-lun. Ein chinesischer Roman (1916)
- Wadzeks Kampf mit der Dampfturbine (1918)
- Berge, Meere und Giganten (1924)
- Berlin Alexanderplatz (1929)
Берлин – Александерплац: Историята на Франц Биберкопф, изд.: Народна култура, София (1980), прев. Вили Брюкнер
- Babylonische Wandrung (1934)
- Pardon wird nicht gegeben (1935)
- Amazonas, трилогия (1937/38)
- November 1918. Eine deutsche Revolution, тетралогия (1949/1950)
- Hamlet oder Die lange Nacht nimmt ein Ende (1956)
Хамлет или Краят на дългата нощ, изд.: Народна култура, София (1985), прев. Яна Кожухарова

Разкази
- Die Ermordung einer Butterblume und andere Erzählungen (1913)
- Die Lobensteiner reisen nach Böhmen (1917)
- Die beiden Freundinnen und ihr Giftmord (1924)
- Der Feldzeugmeister Cratz. Der Kaplan (1927)
- Der Oberst und der Dichter oder Das menschliche Herz (1946)
- Die Pilgerin Aetheria (1955)

Есеистика
- Gespräche mit Kalypso. Über die Musik (1910)
- An Romanautoren und ihre Kritiker. Berliner Programm (1913)
- Bemerkungen zum Roman (1917)
- Der Bau des epischen Werks (1928)
- Das Ich über der Natur (1928)
- Literatur und Rundfunk (1929)
- Unser Dasein (1933)
- Der unsterbliche Mensch, Ein Religionsgespräch (1946)
- Der Nürnberger Lehrprozess (1946)
- Die Gegenwarten der Literatur (1947)

## Признание
- 1916 – получава литературната награда „Теодор Фонтане“ за романа си „Трите скока на Ванг-лун“.
- 1954 – получава литературната награда на Академията за наука и литература в Майнц.
- 1957 – получава Голямата литературна награда на Баварската академия за изящни изкуства.
- 1978 – за стогодишнината от рождението на Алфред Дьоблин Немският литературен архив в Марбах организира голяма изложба, посветена на писателя.
- 1979 – Гюнтер Грас учредява наградата „Алфред Дьоблин“ за млади писатели.
- 1979 – именитият кинорежисьор Райнер Вернер Фасбиндер заснема многосерийния телевизионен филм „Берлин – Александерплац“.
- 2001 – на берлинския „Александерплац“ е издигнат „Дом Алфред Дьоблин“ (Alfred Döblin Haus).
- 2003 – на берлинското жилище на Алфред Дьоблин е поставена паметна плоча за писателя.
- 2007 – в Берлин е открит площад на името на Алфред Дьоблин (Alfred-Döblin-Platz).

- Портрет на д-р Алфред Дьоблин от Ернст Лудвиг Кирхнер, 1912 г.
- Алфред Дьоблин върху пощенска марка от ГДР
- Бронзов бюст на Алфред Дьоблин от Зигфрид Вермайстер